# جون غلين (سياسي)
جون غلين (بالإنجليزية: John Glenn)‏ هو قاضي ومحامي وسياسي أمريكي، ولد في 9 أكتوبر 1795، وتوفي في 8 يوليو 1853.